# Carska opatija Corvey
Carska opatija Corvey (latinski: Corbeia Nova, njemački: Stift Corvey ili Fürstabtei Corvey), danas dvorac Corvey, je bivši srednjovjekovni samostanski kompleks benediktinaca iz razdoblja Karolinškog carstva. Nalazi se uz rijeku Weser, 2 km sjeveroistočno od grada Höxtera, u Njemačkoj pokrajini Sjeverna Rajna-Vestfalija. Karolinški westwork i civitas opatije Corvey u uglavnom seoskom okolišu, podignuti su od 822. do 885. god. i kao izniman primjer najvažnijih karolinških arhitektonskih odlika upisani su na UNESCO-ov popis mjesta svjetske baštine u Europi 2014. god.
Westwork (zapadno pročelje) je jedina izvorna građevina iz tog razdoblja Karolinškog carstva, dok je kompleks carske opatije (civitas) sačuvan kao arheološka iskopina, djelomice iskopana. Corveyski westwork je u svoje vrijeme bila originalna i jedinstvena građevina, a njezin oblik i uresi svjedoče o ulozi Franačkog carstva u osnivanju carskih samostana i osiguravanju njihovog opstanka darivanjem im teritorija, njegovoj upravi i promidžbi kršćanstva i karolinške kulture i politike diljem Europe.

## Povijest
Opatiju je 815. godine, na području netom pokrštenih Sasa, osnovali rođaci Karla Velikog, Wala i Adelard, zajedno s monasima iz opatije Corbie u Picardyju, što je podrćao tadašnji franački car, Ljudevit I. Pobožni. U 9. i 10. stoljeća postaje kulturno, duhovno i gospodarsko središte Saske. Bio prvi samostan kojemu je Oton I. Veliki dodijelio bannus, feudalne ovlasti nad okolnim seoskim stanovništvom. Corvey je bio jedan od najvažnijih karolinških samostana i do danas jedna od najvrjednijih knjižnica u zemlji. Brojni biskupi su ponikli upravo iz ove opatije. 
Nakon razdoblja krize (Borba za investituru) Corvey je u 11. stoljeću obnovljen kao "ključan neovisan i visoko kneževska dioceza Corvey" zatvorena teritorija, ali je u kasnom srednjem vijeku izgubio na važnosti. Corvey je u ranom modernom razdoblju u Donjoj rajnskom-Vestfalije kruga.Opat je imao Virilstimme u Imperial.
Posljedice Tridesetogodišnjeg rata bile pogubne za opatiju koja se našla na granici između protestantskog Brunswicka i Hesse-Kassela. Od kraja 17. stoljeća obnovljene su crkva i samostan u baroknom stilu. U narednom razdoblju opatija opet gubi na važnosti i privlačnosti, ali monasi 1792. god. uspjevaju samostan pretvoriti u biskupiju. No, već 1803. god. njezinu teritorijalnu autonomiju poništila je Napoleonova administracija (Reichsdeputationshauptschluss), nakon čega je bila dijelom Kraljevine Westphalije (1807.), potom Prusije (1815.). Biskupija je postojala sve do 1825. god. Nekoliko godina kasnije, u privatnom je vlasništvu plemićke obitelji Hohenlohe, koja ju obnavlja kao svoj dvorac. Njezin sadašnji vlasnik je vojvoda Viktor V. od Ratibora, princ Corveya i Hohenlohe-Schillingsfürst-Metternich-Sándora (r. 1964.).
Dvorac je danas ne samo arhitektonski spomenik i muzej, nego i kulturno mjesto za koncerte, izložbe, predavanja i obrazovne programe.

## Odlike
Arhitektonski, westwork sa svojim freskama iz 9. stoljeća od izuzetne je važnosti kao jedinstven primjer Karolinške umjetnosti. Bivša opatijska crkva je također spomenik barokne umjetnosti, a u groblju pored crkve je grob pjesnika njemačke himne, Hoffmann von Fallera. Unutar dvorca nalazi se Carska dvorana, kneževski saloni i kneževska knjižnica (Fürstliche Bibliothek) s oko 74.000 svezaka.
- Dvorac Corvey danas
- Opatijska vrata
- Kor opatijske crkve
- Carska dvorana
- Kneževska knjižnica Corveya